# 皮赛地区达马里
皮赛地区达马里（法語：Dammarie-en-Puisaye，法語發音：[damaʁi ɑ̃ pɥizɛ]）是法国卢瓦雷省的一个市镇，位于该省东南部，属于蒙塔日区。

## 地理
皮赛地区达马里（47°37'37"N, 2°52'22"E）面积25.89 平方千米，位于法国中央-卢瓦尔河谷大区卢瓦雷省，该省份为法国中北部省份，北起埃松省，西北接厄尔-卢瓦省，西南接卢瓦-谢尔省，南至涅夫勒省和谢尔省，东临约讷省，东北接塞纳-马恩省。
与皮赛地区达马里接壤的市镇（或旧市镇、城区）包括：布勒托、皮赛地区巴蒂伊、卢瓦尔河畔博尼、尚普莱、卢瓦尔河畔乌松、特雷泽河畔乌祖埃。

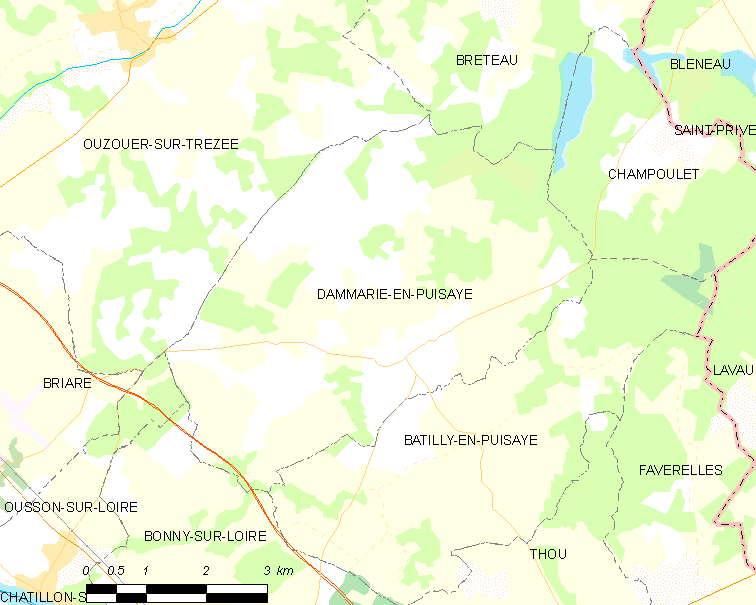
皮赛地区达马里的OSM定位图

皮赛地区达马里的时区为UTC+01:00、UTC+02:00（夏令时）。

## 行政
皮赛地区达马里的邮政编码为45420，INSEE市镇编码为45120。

## 政治
皮赛地区达马里所属的省级选区为日安县。

## 人口

1962-2008年间皮赛地区达马里人口变化图示

皮赛地区达马里于2022年1月1日时的人口数量为173人。